# Nick Abadzis
Nick Abadzis, né en 1965, est un auteur de bande dessinée britannique d'origine grecque et anglaise. Sa bande dessinée Laïka, publiée en 2007, a été très bien reçue par la presse américaine.

## Œuvres traduites en français
- Laïka, Dargaud, 2009 (consacrée à l'histoire du chien Laïka, premier être vivant envoyé dans l'espace).
- Une histoire dans Le Tour du monde en bande dessinée, t. 2, Delcourt, 2010.

## Prix et récompenses
- 2008 : prix Eisner de la meilleure publication pour adolescents avec Laïka
- 2009 : prix Micheluzzi de la meilleure bande dessinée étrangère pour Laïka